# Bothnia (Schiff, 1874)
Die Bothnia (I) war ein 1874 in Dienst gestellter Ozeandampfer der britischen Reederei Cunard Line, der im Passagierverkehr von Liverpool über Queenstown nach New York und Boston eingesetzt wurde. Das Schiff wurde 1896 außer Dienst gestellt und 1899 abgewrackt.

## Das Schiff

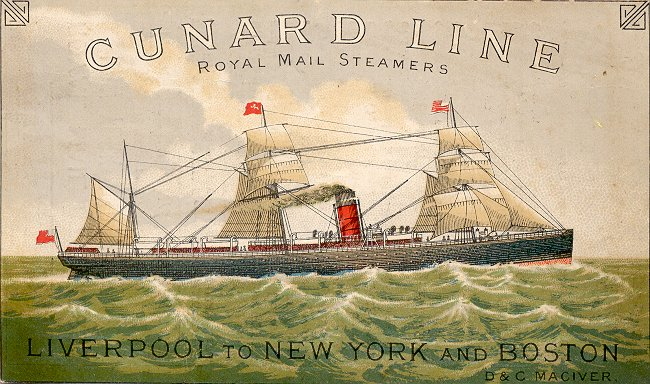
Die Bothnia auf einem Werbeplakat der Cunard Line.

Das eiserne Dampfschiff Bothnia wurde in Clydebank (Schottland) auf der Werft von J. & G. Thomson, dem Vorgänger von John Brown & Company, gebaut und lief am 4. März 1874 vom Stapel. Das 128,7 Meter lange und 12,7 Meter breite Schiff hatte einen maximalen Tiefgang von 10,5 Metern. Die Vermessung belief sich auf 4.535 BRT, 4531 Tonnen unter Deck und 2.923 NRT. Registriert war das Schiff in Glasgow. Die Bothnia hatte einen geraden Steven, einen Schornstein, drei Masten mit der Takelage einer Bark und einen Einzelpropeller. Die zweizylindrige Verbunddampfmaschine leistete 600 nominale PS (nhp) und ermöglichte eine Höchstgeschwindigkeit von 12,5 Knoten (23 km/h). Die Passagierunterkünfte waren für 300 Passagiere der Ersten und 1100 in der Dritten Klasse ausgelegt.
Ihr Schwesterschiff war die ebenfalls bei J. &. G. Thomson gebaute Scythia (Bj. 1875). Die beiden Schiffe waren als direkte Konkurrenz zur Britannic und Germanic der White Star Line gedacht. Nach der Fertigstellung im Juni 1874 legte die Bothnia am 8. August 1874 in Liverpool zu ihrer Jungfernfahrt über Queenstown nach New York ab. Zwischen dem 9. und 12. Februar 1880 durchfuhr die Bothnia unter dem Kommando von Kapitän William McMickan nach dem Auslaufen aus Liverpool einen orkanartigen Sturm, der Teile der Reling, der Brücke und zwei Rettungsboote weg riss. Das Schiff war heftigen Schneeböen und hohen Brechern ausgesetzt, die teilweise über dem Bug zusammen schlugen.
Im Oktober 1881 wurde an Bord der Bothnia, während sie an Pier 40 am North River in New York vor Anker lag, ein Teppich in Brand gesteckt. Es wurden mehrere mit Benzin und Phosphor gefüllte Flaschen gefunden und in zwei Räumen war Benzin auf dem Fußboden verteilt worden. Cunard ging von Brandstiftung aus, aber es gab weder Verdächtige noch konnte jemand überführt werden. Am 15. April 1885 lief sie zu ihrer ersten Überfahrt auf der Strecke Liverpool–Queenstown–Boston aus, hatte aber ab dem 13. Mai 1888 wieder New York als Zielhafen. Ab dem 20. Oktober 1893 war sie zurück auf der Boston-Route. Am 8. Oktober 1896 legte der Dampfer zu seiner letzten Fahrt ab. 1898 wurde die Bothnia zum Abbruch nach Frankreich verkauft und 1899 in Marseille abgewrackt.